# Monsey (Benin)
Monsey ist ein Arrondissement im Departement Alibori in Benin. Es ist eine Verwaltungseinheit, die der Gerichtsbarkeit der Kommune Karimama untersteht. Gemäß der Volkszählung von 2013 hatte Monsey 13.090 Einwohner, davon waren 6429 männlich und 6661 weiblich.